# Церковь Святого Петра (Монреаль)
Церковь Святого Петра (фр. Église Saint-Pierre-Apôtre) — католическая церковь, находящаяся в городе Монреаль, Канада и расположенная в центре современной монреальской Деревни геев. Церковь является историческим и культурным памятником Квебека.

## История

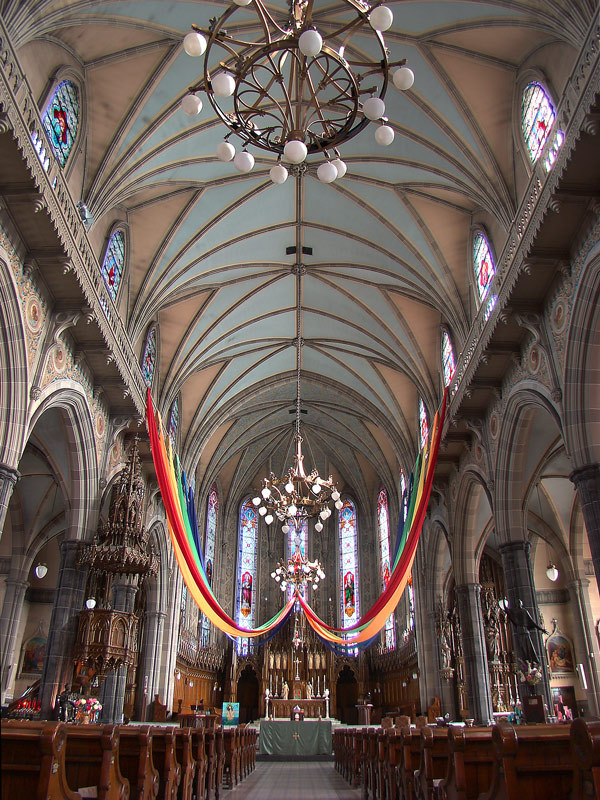
Внутренний интерьер церкви Святого Петра

С основания Монреаля в городе действовали католические миссионеры из Общества святого Сульпиция, которые участвовали в строительстве часовни Нотр-Дам де Бон Секур, собора Монреальской Девы Марии и церкви Святого Патрика.
В середине XIX века второй епископ епархии Монреаля Игнатий Бурже пригласил для работы в своей епархии католических миссионеров из монашеской конгрегации Облатов, которые 8 декабря 1848 года построили первую небольшую часовню. По инициативе облатов в 1851 году на месте этой часовни началось строительство нового храма Святого Петра по проекту архитектора Виктора Бурго, который взял за модель храм Пресвятой Троицы в Бруклине.
В 1931 году в храме были установлены алтари из розового мрамора, посвящённые святой Терезе Младенца Иисуса и канадским мученикам.
В 1971 году церковь Святого Петра была внесена в список исторических и культурных ценностей Квебека.